# Балаж (презиме)
Балаж (мађ. Balázs) је мађарско презиме.
Познати са презимемом Балаж:
- Арпад Балаж - мађарски композитор класичне музике
- Бела Балаж - мађарски филмски критичар, писац и песник
- Иштван Балаж - познат синолог
- Јаника Балаж - тамбураш и музичар из Војводине
- Хорват Балаж - мађарски политичар

и други.